# Моринська сільська рада (Корсунь-Шевченківський район)
Мо́ринська сільська́ ра́да — адміністративно-територіальна одиниця та орган місцевого самоврядування в Корсунь-Шевченківському районі Черкаської області. Адміністративний центр — село Моринці.

## Загальні відомості
- Населення ради: 715 осіб (станом на 2001 рік)

## Населені пункти
Сільській раді підпорядковані населені пункти:
- с. Моринці
- с-ще Берлютине
- с. Ситники

## Склад ради
Рада складається з 14 депутатів та голови.
- Голова ради: Здорик Олексій Васильович
- Секретар ради: Оніщенко Ольга Вікторівна